# Grêmio Esportivo Laranjeiras
O Grêmio Esportivo Laranjeiras, conhecido como Grêmio Laranjeiras ou apenas GEL, é um time da cidade da Serra, Espírito Santo. Suas cores são branco, azul e amarelo.

## História
O clube foi criado em 1980. Em 2004 jogou o Campeonato Capixaba da Segunda Divisão pela primeira vez. Em 2007, O Grêmio Laranjeiras fez uma excursão a Portugal, jogando com grandes clubes lusitanos como Os Belenenses, Vitória de Setúbal, Naval 1.º de Maio, Amora, Sacavenense, Estoril, entre outros. Os grandes resultados conquistados nesta excursão, credenciaram o clube a participar como favorito no Campeonato Capixaba da Segunda Divisão do ano seguinte. Os comandantes desta empreitada foram os abnegados Gilmar Araújo (idealizador), Luiz Carlos Cereso e o Treinador Vitor Capucho (ex-jogador do Atlético Mineiro). Em 2008, conquistou a condição de participar da elite do futebol capixaba, ao ser vice-campeão da Segunda Divisão.
Em 2016, na disputa do Campeonato Capixaba da Série B mandou seus jogos no Estádio Salvador Costa, em Vitória.
Termina a Série B na quinta colocação e não se classificada às semifinais. 
Em 2017 não disputa a Série B, competição que vinha disputando desde 2010.
Em 2019, disputaria a Série B, porém desistiu da competição após publicação da tabela alegando questões financeiras. Assim, ficará suspenso por dois anos.

## Campanha de destaque
- Vice-campeão Capixaba - Série B: 2008